# Teddy Reno
Teddy Reno, született Ferruccio Merk Ricordi (Trieszt, 1926. július 26. –) olasz–svájci énekes, lemezkiadó és színész.

## Élete
Triesztben született Giorgio Merk, osztrák–magyar, arisztokrata családból származó mérnök és a zsidó származású római Paola Sanguinetti fiaként. Nagybátyja, Giorgio Sanguinetti mérnök tulajdonosa és igazgatója volt az Arrigoni nagy élelmiszeripari vállalatnak, amelynek gyárai voltak Triesztben és Cesenában. A harmincas években apjának a Merk von Merkenstein családnevét Ricordira kellett változtatnia. A fiú 1938-ban lépett fel először egy amatőr versenyen, amelyet Riminiben tartottak, a Tu sei la musica című dallal.
Szeptember 8. után Paola, akit a németek faji okokból kerestek, fiával, Ferruccióval, Cesenában keresett menedéket fivérénél. Fia ebben a városban járta ki a humán gimnázium utolsó évét. 1944 júniusában, mivel tudták, hogy a friuli köztársaságiak keresték őket trieszti otthonukban, biztonságosabb menedékhelyre költöztek, a közeli Milano Marittimába, ahol Ettore Sovera szállodavállalkozó hamis személyazonossága alatt, a Hotel Mare Pinetában miközben német tiszteket fogadott, menedéket adott partizánoknak, zsidóknak és szökésben lévő szövetséges foglyoknak. Decemberben a Merk-Ricordiak Ferrara környékére költöztek, de elfogták, és a codigorói börtönbe zárták őket; végül azonban sikerült visszanyerniük szabadságukat.
A Radio Triesténél a város angol–amerikai adminisztrációja idején maestro Guido Cergoli zenekarával, az Eterno ritornello című Bidoli-dallal (Te vojo ben) debütált.
1946-ban Németországban turnézott Teddy Foster angol zenekarával. A Rajnán átkelve alkotta meg művésznevét, a karmester és a folyó olasz nevének felhasználásával. Miután az angol–amerikai csapatok távoztak Európából (1945–47), a RAI Torino Pippo Barzizza zenekarával (1948) lépett fel különböző adásokban Maestro Nicelli keze alatt, különösen a Sheherazade karkötője című műsorban, Nunzio Filogamo vezényletével.
Rádiós tevékenysége kedvezett lemezfelvételeinek: a CGD-vel (az általa alapított lemeztársaság) 1948 és 1961 között a romantikus-dallamos műfaj tolmácsolójaként tüntette ki magát olyan nagysikerű dalokkal, mint az Addormentarmi così (Lidia Martorana torinói énekesnővel), a Trieste mia, a Muleta mia (amelyet barátja, Lelio Luttazzi – szintén trieszti – írta, aki követte lemezfelvételi kalandjában, s a CGD által kiadott számos lemez hangszerelőjeként és karmestereként), Aggio perduto o' suonno, Accarezzame, Na voce na chitarra e o' poco e' luna, Chella lla, Piccolissima serenata, Come sinfonia, amelyekkel nemzetközi hírnevet szerzett. A rádióban, ő volt az egyik főszereplője olyan népszerű programoknak, mint a Nati per la musica (1953–54), és a Punto interrogativo (Kérdőjel) (1952).
Ugyanebben az évben szentelte magát a színházi folyóiratnak és a zenés vígjátéknak, amellyel részt vett a Rosso e nero cin műsorban Alberto Talegalli, Nilla Pizzi és Corrado (1954) és a L'adorabile Giulióban Garinei és Giovanni, Carlo Dapporto és Delia Scala közreműködésével (1957).

### A sanremói dalfesztiválon
A második és harmadik helyen végzett az 1953-as sanremói Dalfesztiválon, ahonnan 1954-től mindenekelőtt televíziós programoknak (Canzoni al Caminetto, 1955–56-os, Souvenir, 1960) szentelte idejét, amelyek otthont adtak olyan kivételes személyisegeknek, mint például Jennifer Jones és Kim Novak, vagy Konrad Adenauer nyugatnémet kancellár. A nápolyi filmfesztivál győztese lett 1959-ben Sarrà chissà di Murolóval a filmezésben is aktív volt (Mastrocinque Totò, Peppino e la ... malafemmina, rendezte Mastrocinque, 1956-ban).
1961-ben visszatért, hogy aktívan foglalkozzon egy új kiadó, a Galleria del Corso megalapításával, amellyel elindította többek között Bruno Lauzit. Ugyanebben az évben ő ötlötte ki az Ismeretlenek Fesztiválját Ariccia városában, azzal a céllal, hogy felfedezzen és elindítson új tehetségeket. Az első kiadást 1962-ben tartották, és egy nagyon fiatal torinói énekesnő, Rita Pavone nyerte meg, akit a húszéves korkülönbség miatti viták sorozata után, 1968. március 15-én feleségül vett a svájci Luganóban tartott vallási szertartással, mivel 1960-ban Teddy Reno különvált első feleségétől (akitől csak a törvény 1971-es életbe lépése után tudott hivatalisan elválni). Az asszony Vania Protti (később Vania Protti Traxler) filmproducer volt, aki már bemutatkozott a Dalok a kandallónál nézőinek, és született egy fia, Franco Ricordi, akitől két unokája is van. 1976 után Teddy Reno és Rita Pavone polgári házasságot kötöttek Aricciában.
Az énekesnőnek tőle két gyermeke született, és 1968-tól Svájcban telepedtek le. Itt Ferruccio Ricordi felvette eredeti, Merk vezetéknevét. Az évek során visszafogta énekesi tevékenységét, amely azonban folytatódott: 2007 decemberében kiadta a Se questo non è amore című albumot, amelyen Paolo Ormi és Victor Bach által gondozott új feldolgozásokkal idézi fel legnagyobb slágereit, s amely egy új dalt tartalmaz, a nagylemez címadó dalát, amelyet Emanuela Tomasini és Roberto Fia írt.
2013. július 6-án pályafutásáért elnyerte a „Grand Prix Corallo City of Alghero” életmű kitüntetést.
2014-ben Reno 70 éves pályafutása alkalmából CD-t rögzített Teddy Reno 70 anni címmel.
90. születésnapjára, 2016 júliusában a Pezzi da ... 90 címmel dupla album jelent meg Alberto Zeppieri produkciójával és a Trio Tregenerazionale közreműködésével. Az album egykori sikereinek új verziói mellett olyan kiadatlan dalokat tartalmaz, mint a L'amore non ha età, a Rita Pavone által írt L'altra mezzo di me és a Ferenc pápának komponált Uno come noi című dal.

### Kitüntetések

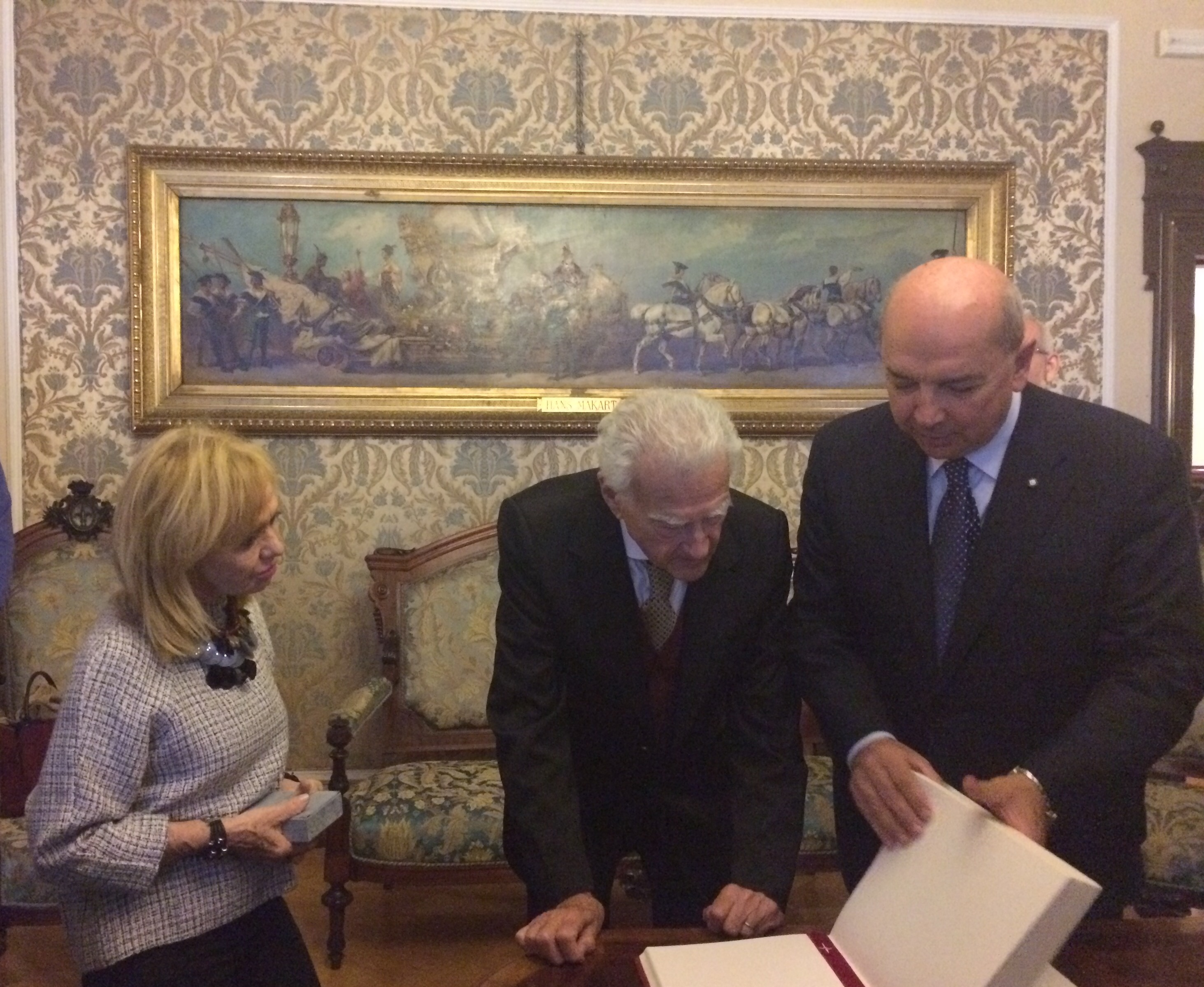
Teddy Reno (középen), Rita Pavone (balra), Trieszt polgármestere, Roberto Dipiazza a tizennegyedik századi pecsét átadásakor (2016. október 25.)

#### Tizennegyedik századi pecsét
2016. október 25-én a trieszti önkormányzat indítványára Trieszt polgármesterétől, Roberto Dipiazzától megkapta a tizennegyedik századi ezüstpecsétet az önkormányzat épületének kék nappalijában tartott ünnepségen, amelyen felesége, Rita Pavone is részt vett. „Kilencven év, ami nem látszik meg rajta – mondta Dipiazza polgármester, átadva a pecsétet Teddy Renónak –, szívünkből köszönjük, amit életében tett, és mindig magasra vitte annak a Triesztnek a megbecsülését, amelyet mindannyian szeretünk.”
„Ez életem egyik legszebb napja” – tette hozzá Teddy Reno –, aki ebből az alkalomból egy különleges gondolattal szeretett volna fordulni barátjához, Lelio Luttazzihoz, akivel 1948-ban kezdte pályafutását. Az egyszerű és részt vevő szertartás az emlékek, a trieszti nosztalgiám jegyzetei és az élet szép anekdotái között folytatódott. Dipiazza polgármester megbecsülése jeléül Rita Pavonénak adta Trieszt önkormányzatának hivatalos címerét, mert mint mondta - a virágok elhervadnak, de ez megmarad, és „köszönöm, hogy elviselted őt”.

## Diszkográfia
Stúdióalbumok
- 1954 – A nápolyi slágerek első válogatása ( CGD, MV 0191)
- 1955 - Kettesben jobban énekelünk ( CGD, MV 0197) ( Marisa Brandóval )
- 1956 – Utazás Nápolyba Teddy Renóval ( CGD, MV 0213)
- 1956 – Teddy Reno International – Exitos Internacionales ( Odeon, LDC-31068)
- 1957 – Zenei magabiztosság ( CGD, MV 0221)
- 1957 – Egy dia Teddy Renóval ( Odeon, LDO-118)
- 1958 – Hi-Fi-ben ( olasz RCA, LPM 10034)
- 1959 – Teddy Reno ( Hispavox, HG 7301)
- 1974 – American Classics for Loving and Dancing Pleasure ( RCA Italiana, TPL1-1027)
- 2007 – Ha ez nem szerelem ( Delta lemezek, gyűjtemény)
- 2016 - Darabok a 90-es évekből ( Azzurra Music, TRI-2015)

Válogatás
- 1975 – Olasz slágerek – Sikerek 1940–1950 ( olasz RCA, TPL1-1123)
- 2008 - Vecchia America - 78 rpm felvételek 1948 és 1956 között ( Twilight Music, TWI CD ASDS0801)
- 2014 – 70 év (karrier) ( FMR Switzerland, TR088)

EP
- 1955 – Álmodjatok Teddy Renóval ( CGD, E 6010)
- 1957 – Séta Nápolyban ( CGD, E 6015)
- 1957 – Nászút Sanremóban ( CGD, E 6022)
- 1957 – Nagyon kicsi szerenád ( Versailles, 90 S 235)
- 1957 – Teddy Reno és kis barátai ( CGD, E 6033)
- 1958 – Chanson d'Italie ( Versailles, 90 S 114)
- 1959 – Erőszakos nyár ( Olasz RCA, 45N 0964)
- 1959 – Sanremo '59 ( olasz RCA, EPA 10038-1)
- 1959 – Levél Ischiából ( olasz RCA, EPA 30-355) ( Miranda Martinóval)
- 1960 – Sanremo '60 ( olasz RCA, EPA 10068-1)

Részvételek az összeállításban
- 1958 – II. „Sagra della Canzone Nova” Assisi, 1958
- 1959 – 20 dala Sanremóból '59-ből
- 1959 – Nápoly '59. A fesztivál 20 dala

Kislemezek
- 1948 - White Christmas/You Keep Coming Back Like a Song
- 1949 - Manana/Laroo laroo
- 1949 - Nature Boy/Civilization
- 1949 - Il mare/Veleno
- 1949 - Begin the Beguine/Stormy Weather
- 1949 - Nature Boy/La Vie En Rose/Long Ago (con Jula de Palma)
- 1949 - Again/Quizas Quizas
- 1950 - Les Feuilles Mortes/Aimez Toujours
- 1950 - Music music music / Mona Lisa
- 1950 - September Song/Mona Lisa
- 1951 - Ciliegi rosa/Veronica
- 1951 - Vecchia America/Luna malinconica
- 1951 - Grazie dei fiori/Desiderio
- 1951 - Patricia/Solitude
- 1951 - Aquellos Ojos Verdes/Jungle Drums
- 1951 - Too Young / Would I Love You
- 1951 - With A Song In My Heart/If
- 1952 - Cabeza Hinchada/Maria Dolores
- 1952 - N'angelo/Aggio perduto o' suonno
- 1952 - Jezebel/Vecchia America
- 1952 - Be My Love/Whilelmina
- 1953 - Merci Beaucoup/La mia donna si chiama desiderio
- 1953 - Ba-ba-baciami piccina/Eternamente-Arlecchinata
- 1953 - Sugarbusch/Charmaine (con Jula de Palma)
- 1953 - Un bacio a mezzanotte/Amico Bing non piangere
- 1953 - Moulin Rouge/Un bacio ancor
- 1953 - Te sto aspettanno / Ombra 'e stu suonno
- 1954 - Il cappello di paglia di Firenze/Un bacio ancora (Kiss)
- 1954 - Ombra 'e stu suonno/Statte vicino a mme (scritta da Armando Ciervo)
- 1955 - Core malato/Statte vicino a mme (pe n'ata sera)
- 1955 - Un napoletano a Milano/Te voglio bene
- 1955 - Accarezzame / 'Na voce 'na chitarra e o poco 'e luna
- 1955 - Nisciuna è cchiù bella 'e te/Accarezzame
- 1955 - Andemo a Miramar/Come il sole
- 1955 - Malatia/Zitto...zitto...zitto...
- 1955 - Maruzzella Maruzze'/Nata tu si pe' mme
- 1955 - Se bacio te/Ciumachella
- 1955 - Addormentarmi così/L'Amour, Madame...
- 1956 - Chella llà/Zitto...zitto...zitto...
- 1956 - Arrivederci Roma/Ciumachella
- 1956 - Statte vicino a 'mme / Na voce, 'na chitarra 'e o poco 'e luna
- 1957 - Piccolissima serenata / Cet soir
- 1957 - Ninna nanna del cavallino / Tanti auguri a te
- 1957 - 'A sunnambola / Simpatica
- 1957 - Innamorata/Piccolissima serenata
- 1957 - Sott'er cielo de Roma/Piccolissima serenata
- 1957 - Intorno al mondo/Valzer delle candele
- 1958 - Giuro d'amarti così/Non potrai dimenticare
- 1958 - Giuro d'amarti così / Non potrai dimenticare
- 1958 - Cumpagna d' 'a luna / E dimme... ca me vuo' bbene
- 1958 - Buenas Noches Mi Amor / Ciacole
- 1958 - Confidenziale/ Perry Como
- 1958 - Tre volte baciami / Con tutto il cuor
- 1958 - Tu che ti senti divina / Non partir
- 1958 - Zitta nun 'o ddi / Un gettone nel juke box
- 1958 - Piccolissima serenata / Eclipse
- 1959 - Conoscerti / Una marcia in fa
- 1959 - Lì per lì / Avevamo la stessa età
- 1959 - Scurdammoce 'e cose d' 'o munno! / Accussì
- 1959 - Sarrà .... chi sa .... / 'Sta miss 'nciucio
- 1959 - Temptation / Canzone di Rossana
- 1959 - The Hula Hoop Song / Tempo di hula hoop (col Quartetto Due + Due)
- 1960 - È Vero/Quando viene la sera
- 1960 - Ragazzina / Importante
- 1960 - Souvenir / Ragazzina
- 1961 - Non mi dire chi sei / Come sinfonia
- 1961 - Gli spostati / Exodus
- 1961 - Questa notte o mai più / Morire d'amore
- 1962 - Una fra mille / Quando finisce un amore
- 1974 - Night and day/Temptation (con Lelio Luttazzi e la sua orchestra)

## Filmográfia

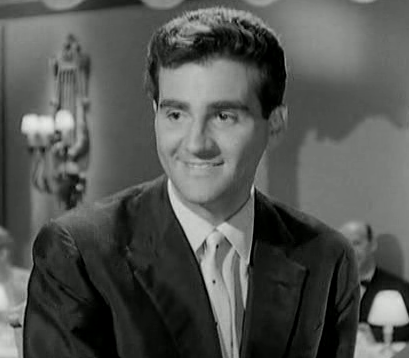
Teddy Reno a Totò, Vittorio és az orvosnő (1957) című filmen

- Miracolo a Viggiù, rendezte: Luigi Giachino (1951)
- Saluti e baci, rendezte: Giorgio Simonelli (1953)
- Le vacanze del sor Clemente, rendezőte: Camillo Mastrocinque (1954)
- I cinque dell'Adamello, rendezte: Pino Mercanti (1954)
- Ballata tragica, rendezte: Luigi Capuano (1954)
- Vendicata!, rendezte: Giuseppe Vari (1955)
- Egy hang, egy gitár, egy kis hold, rendezte: Giacomo Gentilomo (1956)
- Totò, Peppino e la ... malafemmina, rendezte: Camillo Mastrocinque (1956)
- Totò, Peppino és a betyárok, rendezte: Camillo Mastrocinque (1956)
- Due sosia in allegria, rendezte: Ignazio Ferronetti (1956)
- Nyaralás Portofinóban, rendezte: Hans Deppe (1957)
- Totò, Vittorio és az orvosnö, rendezte: Camillo Mastrocinque (1957)
- Peppino, le modelle e ... "chella llà", rendezte: Mario Mattoli (1957)
- A feleségem ellensége, rendezge: Gianni Puccini (1959)
- Destinazione Sanremo, rendezte: Domenico Paolella (1959)
- The Teddy boys of the song, rendezte: Domenico Paolella (1960)
- Sanremo - A nagy kihívás, rendezte: Piero Vivarelli (1960)
- A legrövidebb nap, rendezte: Sergio Corbucci (1962)
- Rita, a szúnyog, rendezte: Lina Wertmüller (1966)
- Don't Tease the Mosquito, rrndezte: Lina Wertmüller (1967)
- The Field Marshal, rendezte: Steno (1967)
- Rita, a vadnyugat réme, rendezte: Ferdinando Baldi (1967)

## RAI-rádióműsorok
- Kérdőjel, karmesterek Delia Scala és Silvio Gigli, Alberto Bonuccival, Lelio Luttazzi zenekara - varieté (1952)
- Szombat esti dalok, előadó: Teddy Reno, zenekar Gianni Ferrio vezényletével , 1956. augusztus 18-án, szombaton, a műsor szerint 20.30-kor.
- Indítószalag, könnyűzenei előzetes Teddy Reno előadásában, Luigi Grillo rendezésében, nemzeti program, 1976 .

## Televíziós műsorok
- Confidenze musicali, Teddy Reno zenekarral, Gianni Ferrio vezényletével, hétfőnként 21.30-kor a RAI-on, 1956 nyarán.

## A magazinokban
- Rosso e nero, magazin Oreste Biancoli, Marcello Ciorciolini és Mantoni, Teddy Reno, Alberto Talegalli, Nilla Pizzi, Corrado, Luciano Sangiorgi (1954).
- Az imádnivaló Giulio, Garinei és Giovannini (Sistina Színház, Róma, 1957. november 23.)

## Fordítás
Ez a szócikk részben vagy egészben  a   Teddy Reno című olasz Wikipédia-szócikk ezen változatának fordításán alapul.  Az eredeti cikk szerkesztőit annak laptörténete sorolja fel. Ez a jelzés csupán a megfogalmazás eredetét és a szerzői jogokat jelzi, nem szolgál a cikkben szereplő információk forrásmegjelöléseként.

## Bibliográfia
- Különféle szerzők (szerkesztette: Gino Castaldo ), Dictionary of Italian song, kiadó Armando Curcio (1990); Reno Teddy hangja alatt
- Teddy Reno, Szigorúan bizalmas, megjelent: Sorrisi e Canzoni, VI. évf., 32. szám, 1957. augusztus 11., oldal. 2
- Teddy Reno, Ricordi, Gremese kiadó, 2001
- Antonio Sciotti, Encyclopedia of the Napolitan Song Festival 1952-1981 (Luca Torre Editore, 2011); oldalon 406-408.